# Englische Frauen-Cricket-Nationalmannschaft in den West Indies in der Saison 2013/14
Die Tour der englischen Cricket-Nationalmannschaft in die West Indies in der Saison 2013/14 fand vom 29. Oktober bis zum 3. November 2013 statt. Die internationale Cricket-Tour war Bestandteil der Internationalen Cricket-Saison 2013/14 und umfasste drei WODIs. England gewann die Serie mit 2–0.

## Vorgeschichte
Beide Mannschaften spielten zuvor zusammen mit Neuseeland ein Drei-Nationen-Turnier. Das letzte Aufeinandertreffen der beiden Mannschaften bei einer Tour fand in der Saison 2012 in England statt.

## Stadien
Die folgenden Stadien wurden für die Tour als Austragungsort vorgesehen.
| Stadt         | Land                | Stadion           | Kapazität | Spiele       |
| ------------- | ------------------- | ----------------- | --------- | ------------ |
| Port of Spain | Trinidad und Tobago | Queen’s Park Oval | 25.000    | 1. – 3. WODI |

## Kaderlisten
Die West Indies benannten ihren Kader am 9. September 2013.
England benannte seinen Kader am 1. Oktober 2013.
| WODI | WODI |
| West Indies | England |
| --- | --- |
| - Merissa Aguilleira (K, wk) - Shemaine Campbelle - Shanel Daley - Deandra Dottin - Kycia Knight - Kyshona Knight - Natasha McLean - Anisa Mohammed - Subrina Munroe - June Ogle - Shaquana Quintyne - Tremayne Smartt - Stafanie Taylor | - Charlotte Edwards (K) - Tammy Beaumont - Holly Colvin - Kate Cross - Tash Farrant - Lydia Greenway - Jenny Gunn - Danielle Hazell - Amy Jones - Beth Langston - Nat Sciver - Sarah Taylor (wk) - Lauren Winfield - Danni Wyatt |

## Women’s One-Day Internationals

### Erstes WODI in Port of Spain
| 29. Oktober Scorecard | Port of Spain | England 5-0 (3) | – | West Indies |
|                       |               | No result       |   |             |

Die West Indies gewannen den Münzwurf und entschieden sich als Feldmannschaft zu beginnen. Das Spiel wurde nach Regenfällen abgebrochen.

### Zweites WODI in Port of Spain
| 1. November Scorecard | Port of Spain | West Indies 126 (38.1)        | – | England 127-3 (33.3) |
|                       |               | England gewinnt mit 7 Wickets |   |                      |

Die West Indies gewannen den Münzwurf und entschieden sich als Schlagmannschaft zu beginnen. Als Spielerin des Spiels wurde Kate Cross ausgezeichnet.

### Drittes WODI in Port of Spain
| 3. November Scorecard | Port of Spain | England 185 (50)            | – | West Indies 96 (36.4) |
|                       |               | England gewinnt mit 89 Runs |   |                       |

Die West Indies gewannen den Münzwurf und entschieden sich als Feldmannschaft zu beginnen. Als Spielerin des Spiels wurde Sarah Taylor ausgezeichnet.

## Statistiken
Die folgenden Cricketstatistiken wurden bei dieser Tour erzielt.
| WODIs             | WODIs       | WODIs   | WODIs   | WODIs   | WODIs   | WODIs   | WODIs   | WODIs   |
| Batting           | Batting     | Batting | Batting | Batting | Batting | Batting | Batting | Batting |
| Spieler           | Mannschaft  | Spiele  | Innings | Runs    | Average | HS      | 100s    | 50s     |
| ----------------- | ----------- | ------- | ------- | ------- | ------- | ------- | ------- | ------- |
| Sarah Taylor      | England     | 3       | 2       | 155     | 155,00  | 100     | 1       | 1       |
| Shaquana Quintyne | West Indies | 3       | 2       | 78      | 78,00   | 42      | 0       | 0       |
| Lauren Winfield   | England     | 3       | 3       | 51      | 25,50   | 31      | 0       | 0       |
| Lydia Greenway    | England     | 3       | 2       | 24      | 12,00   | 20      | 0       | 0       |
| Tammy Beaumont    | England     | 3       | 2       | 24      | 24,00   | 15      | 0       | 0       |
| Bowling           |             |         |         |         |         |         |         |         |
| Spieler           | Mannschaft  | Spiele  | Overs   | Wickets | Average | BBI     | 5W      | 10W     |
| Holly Colvin      | England     | 3       | 18.4    | 6       | 4,00    | 4/17    | 0       | 0       |
| Anisa Mohammed    | West Indies | 3       | 14.0    | 4       | 12,75   | 4/26    | 0       | 0       |
| Kate Cross        | England     | 3       | 16.0    | 4       | 19,25   | 4/51    | 0       | 0       |
| Natalie Sciver    | England     | 3       | 81.     | 3       | 12,00   | 3/19    | 0       | 0       |
| Jenny Gunn        | England     | 3       | 14.0    | 2       | 12,50   | 1/6     | 0       | 0       |
| Deandra Dottin    | West Indies | 3       | 5.0     | 2       | 14,00   | 2/19    | 0       | 0       |
| Tremayne Smartt   | West Indies | 3       | 14.0    | 2       | 15,50   | 1/10    | 0       | 0       |
| Stafanie Taylor   | West Indies | 3       | 12.0    | 2       | 27,50   | 1/20    | 0       | 0       |
| Subrina Munroe    | West Indies | 3       | 17.0    | 2       | 28,50   | 1/20    | 0       | 0       |

## Auszeichnungen

### Player of the Series
Als Player of the Series wurden der folgende Spieler ausgezeichnet.
| Serie | Player of the Series |
| ----- | -------------------- |
| WODI  | Sarah Taylor         |

### Player of the Match
Als Player of the Match wurden die folgenden Spielerinnen ausgezeichnet.
| Spiel   | Player of the Match |
| ------- | ------------------- |
| 1. WODI | –                   |
| 2. WODI | Kate Cross          |
| 3. WODI | Sarah Taylor        |